# Rob Madna
Toleh Johannes Hendricus "Rob" Madna (Haia, 8 de junho de 1931 – Berkel en Rodenrijs, 5 de abril de 2003) foi um músico de jazz, pianista, trompetista e compositor holandês.
Rob Madna já tocou com vários artistas de jazz como Art Farmer, Freddie Hubbard, Dexter Gordon, Quincy Jones, Phil Woods, Bob Brookmeyer, Don Byas, Ack van Rooyen, Piet Noordijk, Lucky Thompson e Ann Burton.